# 浙东沿海灯塔
浙东沿海灯塔是中国浙江省东部一批灯塔的统称，共计14座，分布于舟山群岛和宁波沿海。这批灯塔始建于1840年鸦片战争以后，一部分灯塔为西方人出资建造，另一部分则为中国航海人士所建。建成后所使用的设施不断更新并一直沿用至今，大多数灯塔至今仍在为宁波舟山港承担航标任务。浙东沿海灯塔是中国沿海开埠通商和近现代海事科技发展的见证，具有较高的研究价值。2011年，浙东沿海灯塔被列入第三次全国文物普查百大新发现。2013年，原有的全国文物保护单位花鸟灯塔并入，浙东沿海灯塔被整体列入第七批全国重点文物保护单位。

## 相关灯塔
列入全国重点文物保护单位的浙东沿海灯塔共计12座，其中舟山市境内9座，宁波市境内3座。由上海海事局宁波航标处管辖的灯塔9座，温州航标处管辖的灯塔1座（北渔山灯塔）。除七里屿灯塔（迁移保护，原址建设新灯塔）和东门灯塔（不再使用，作为人文景观）之外，其余灯塔仍在为海上航行服务。

### 花鸟灯塔
花鸟灯塔位于嵊泗县境内的花鸟乡花鸟山，舟山群岛最北端，建于清同治九年（1870年），为长江口三大灯塔之一。

### 白节山灯塔
白节山灯塔位于嵊泗县马关白节山，服务于白节峡水道。灯塔建于清光绪九年（1883年），是上海、马迹山港往华南及东南亚航线上的重要灯塔。